# Chalodeta lypera
Chalodeta lypera är en fjärilsart som beskrevs av Bates 1868. Chalodeta lypera ingår i släktet Chalodeta och familjen Riodinidae. Inga underarter finns listade i Catalogue of Life.